# Siv Cedering
Siv Maria Cedering, även känd som Siv Cedering Fox, född 5 februari 1939 i Grelsbyn i Överkalix, död 17 november 2007 Sagaponack, Long Island, USA, var en svensk-amerikansk författare.

## Biografi
Cedering flyttade som tonåring med sin familj till USA i mitten av 1950-talet. Här blev hon en del av beatnikrörelsen och gjorde sig ett namn både som författare och som konstnär. Cedering var en allkonstnär. Hon skrev lyrik, skönlitteratur och barnböcker, både på svenska och engelska. Hon översatte svensk poesi till engelska, gjorde barnprogram i TV och skrev teater- och filmmanuskript. Som konstnär arbetade hon som skulptör, bokillustratör och med traditionellt måleri. Hon var även aktiv som fotograf. Siv Cedering skrev också ett flertal barn- och ungdomsböcker och hon har också tolkat indiansk lyrik och översatt svensk poesi till engelska, bland annat av Göran Palm, Gösta Friberg, Werner Aspenström och Ella Hillbäck.
Hennes arkiv med manuskript, korrespondens, böcker och fotografier skänktes 2013 till Umeå universitetsbibliotek. Där finns bland annat hennes korrespondens med många svenska och internationella författare och konstnärer. Även ett urval av hennes konstverk finns med. Bland hennes produktion finns poesi, romaner, pjäser och filmmanus. En av hennes romaner, Oxen, filmatiserades 1991 av Sven Nykvist med Stellan Skarsgård i huvudrollen. Filmen nominerades till en Oscar för bästa utländska film. En omfattande korrespondens mellan Siv Cedering och Sven Nykvist ingår i arkivet, där man bland annat kan läsa om arbetet med filmmanuset. I arkivet finns förutom familjebrev även brevskrivare som till exempel Erica Jong, Diane Wakoski, Linda Pastan, William Stafford, Robert Bly, William Pitt Root, Werner Aspenström och Olof Lagercrantz. Bland breven ingår även en stor mängd poesi, teckningar, fotografier och anteckningar.

### Poesi
- Cup of cold water (New Rivers Press, 1973)
- Letters from the Island (Fiddlehead Books, 1973)
- Letters from Helge (New Rivers Press, 1974)
- Mother Is (Stein and Day, 1975)
- How to eat a fortune cookie (New Rivers Press 1976)
- The juggler (Sagarin Press, 1977)
- Color poems (Calliopea Press, 1978)
- Twelve pages from the floating world (Calliopea Press, 1983)
- Letters from the floating world: selected and new poems (University of Pittsburgh Press, 1984)
- Letters from an observatory: new and selected poems 1973–1998 (Karma Dog Editions, 1998)
- Vixen (Pushcart Press, 2007)

### Barn- och ungdomsböcker
- The blue horse, and other night poems (Houghton Mifflin/Clarion, 1979)
- Grisen som ville bli ren (Rabén & Sjögren, 1983)
- Polis, polis, potatisgris (Rabén & Sjögren, 1985)
- Grisen som ville bli julskinka (Rabén & Sjögren, 1986)
- Grisen far till Paris (Rabén & Sjögren, 1987)
- Mannen i ödebyn (Rabén & Sjögren, 1989)

### Romaner
- Leken i grishuset (Prisma, 1980)
- Oxen (Prisma, 1981)

### Översättningar

#### Svenska till engelska
- Gösta Friberg and Göran Palm: Two Swedish poets (New Rivers Press, 1974)
- Werner Aspenström: You and I and the world (Cross-Cultural Communications, 1980)
- Lars Klinting: Pearl's Adventure (Pärlsork, översatt tillsammans med David Swickard) (R&S Books/Farrar, Straus and Giroux, 1987)

#### Engelska, spanska och danska till svenska
- Det blommande trädet (indianpoesi) (Forum, 1973)

### I svensk översättning
- En dryck kallt vatten (Cup of cold water i översättning av Maria Wine) (Coeckelberghs, 1978)
- Om dikten är ett mål, tillåt mig att misslyckas (urval, översättning och förord av Matilda Södergran) (Ellerströms, 2018)
- Kärlets dikt (översättning och efterord av Matilda Södergran) (Ars Interpres Publications, 2021)